# Чутеєвське сільське поселення (Янтіковський район)
Чуте́євське сільське поселення (рос. Чутеевское сельское поселение) — муніципальне утворення у складі Янтіковського району Чувашії, Росія. Адміністративний центр — село Чутеєво.

## Населення
Населення — 702 особи (2019, 895 у 2010, 1059 у 2002).

## Склад
До складу поселення входять такі населені пункти:
| Населений пункт      | Населення, осіб (2002) | Населення, осіб (2010) |
| -------------------- | ---------------------- | ---------------------- |
| Нове Ішино, присілок | 375                    | 283                    |
| Чутеєво, село        | 684                    | 612                    |